# آدم ويبستر (لاعب كرة قدم)
آدم ويبستر (بالإنجليزية: Adam Webster)‏ هو لاعب كرة قدم بريطاني في مركز الدفاع، ولد في 4 يناير 1995 في تشيتشستر في المملكة المتحدة. شارك مع منتخب إنجلترا تحت 18 سنة لكرة القدم ومنتخب إنجلترا تحت 19 سنة لكرة القدم. أما مع النوادي، فقد لعب مع برايتون أند هوف ألبيون ونادي ألدرشوت تاون ونادي بورتسموث.

## وصلات خارجية
- آدم ويبستر على موقع الاتحاد الأوربي (الإنجليزية)
- آدم ويبستر على موقع إي إس بي إن إف سي (الإنجليزية)
- آدم ويبستر على موقع قاعدة بيانات كرة القدم.إي يو (الإنجليزية)
- آدم ويبستر على موقع Soccerbase.com (لاعب) (الإنجليزية)
- آدم ويبستر على موقع Soccerway.com (الإنجليزية)
- آدم ويبستر على موقع عالم كرة القدم.نت (الإنجليزية)